# 洛表镇
洛表镇，是中华人民共和国四川省宜宾市珙县下辖的一个乡镇级行政单位。

## 行政区划
洛表镇下辖以下地区：
南园社区、金光村、靛塘村、红星村、红卫村、新庄村、新华村、红岩村、合作村、民权村、飞跃村、麻塘村、先锋村、胜景村、永胜村、光荣村、大坊村、互助村、翻身社区村和茂林村。